# Turiančaj
Tjuran ili Turiančaj (azerski: Türyan, Türyançay, ruski: Тюрян, Турианчай) je rijeka u Azerbajdžanu. Duga je 180 km. Površina porječja iznosi 1840km2. Prosječni istjek iznosi 18 m3/s. Izvire na južnoj padini Velikog Kavkaza, na nadmorskoj visini od 3680 metara. Teče kroz Kura-arasku nizinu. Lijeva je pritoka Kure. Hrani se snijegom i kišom. Ima visok vodostaj tijekom svibnja. Tijekom siječnja poplavljulje okolna područja. Koristi se za navodnjavanje.

## Vanjske poveznice
|  | Zajednički poslužitelj ima još gradiva o temi Turiančaj |